# یواس‌اس ایدا (۱۸۶۳)
یواس‌اس ایدا (۱۸۶۳) (به انگلیسی: USS Ida (1863)) یک کشتی بود که طول آن not known بود.